# Grunddorf (Gemeinde Grafenegg)
Grunddorf ist eine Ortschaft und eine Katastralgemeinde der Marktgemeinde Grafenegg im Bezirk Krems in Niederösterreich. Die Ortschaft hat 224 Einwohner (Stand 1. Jänner 2024).

## Geografie
Der als einseitiges Straßendorf angelegte Ort befindet sich südwestlich von Grafenegg und ist über die Stockerauer Schnellstraße zu erreichen, die südlich am Ort vorüberführt.

## Geschichte
Laut Adressbuch von Österreich waren im Jahr 1938 in Grunddorf ein Binder, zwei Gastwirte, ein Gemischtwarenhändler, eine Milchgenossenschaft, ein Schmied, ein Schneider, eine Schneiderin und einige Landwirte ansässig.